# 縣道119號
縣道119號（龍港－重河），北起苗栗縣後龍鎮龍港，南至苗栗縣三義鄉重河，全長共計31.297公里（公路總局資料）。
- 位於苗栗縣銅鑼鄉的一段縣道119號

## 支線

### 甲線
縣道119甲線（尖山－龍泉），北起公館鄉尖山，南至銅鑼鄉龍泉，全線雙向四車道，共計9.279公里（公路總局資料）。
公館鄉尖山村至銅鑼鄉龍泉村，道路性質屬於公館鄉東側外環道路。因為道路沿著東方的雪山山脈西緣之苗栗丘陵旁所興建，故通稱為沿山道。屬於穿越公館鄉市東側郊區的平坦道路，不穿越山坡地。
- 119甲線上的客屬大橋

## 行經行政區域
主線
全線均位於苗栗縣境內。
| 後龍鎮 | 龍港       | 0.000         | 台6線        | 公路起點            |
| 後龍鎮 | 後龍交流道 | －            | 台61線       |                     |
| 後龍鎮 | 烏眉       | －            | （地區道路） |                     |
| 後龍鎮 | 烏眉       | －            |              |                     |
| 後龍鎮 | 烏眉       | －            | （地區道路） |                     |
| 後龍鎮 | －         |               |              |                     |
| 後龍鎮 | 頭湖       | －            | （地區道路） |                     |
| 後龍鎮 | 頭湖       | －            |              |                     |
| 後龍鎮 | 頭湖       | －            | （地區道路） |                     |
| 西湖鄉 | 牛寮埔     | －            | （地區道路） |                     |
| 西湖鄉 | 牛寮埔     | －            |              |                     |
| 西湖鄉 | 牛寮埔     | －            | （地區道路） |                     |
| 西湖鄉 | 營盤腳     | －            | （地區道路） |                     |
| 西湖鄉 | 二湖       | 6.036         | 台1線        |                     |
| 西湖鄉 | 鴨母坑     | －            | （地區道路） |                     |
| 西湖鄉 | －         |               |              |                     |
| 西湖鄉 | 西湖市區   | 9.628         | 苗81線       | 苗81線起點          |
| 西湖鄉 | 四湖       | －            | 苗35線       | 苗35線起點          |
| 西湖鄉 | 茅仔埔     | －            | 苗81-1線     | 苗81-1線終點        |
| 西湖鄉 | 下灣       | －            | 苗34線       | 與苗34線共線起點    |
| 西湖鄉 | 下灣       | －            | 苗34線       | 與苗34線共線終點    |
| 西湖鄉 | 上灣       | －            | 苗33-1線     | 苗33-1線終點        |
| 銅鑼鄉 | 三座厝     | 15.045        | 台13線       | 與台13線共線起點    |
| 銅鑼鄉 | 三座厝     | －            | 台13線       | 與台13線共線終點    |
| 銅鑼鄉 | 三座厝     | －            | 苗33線       | 苗33線終點          |
| 銅鑼鄉 | 銅鑼市區   | －            | 縣道128號    | 與縣道128號共線起點 |
| 銅鑼鄉 | 銅鑼市區   | － 跨越臺中線 |              |                     |
| 銅鑼鄉 | 銅鑼市區   | 17.417        | 縣道128號    | 與縣道128號共線終點 |
| 銅鑼鄉 | 泉水窩     | －            | 苗83線       | 苗83線起點          |
| 銅鑼鄉 | 龍泉       | 20.000        | 縣道119甲線  | 縣道119甲線終點     |
| 銅鑼鄉 | －         |               |              |                     |
| 銅鑼鄉 | 老鷄隆     | 21.594        | （地區道路） |                     |
| 銅鑼鄉 | 老鷄隆     | －            |              |                     |
| 銅鑼鄉 | 老鷄隆     | －            | （地區道路） |                     |
| 銅鑼鄉 | －         |               |              |                     |
| 銅鑼鄉 | 員墩       | －            | （地區道路） |                     |
| 銅鑼鄉 | －         |               |              |                     |
| 銅鑼鄉 | 茄苳坑     | －            | （地區道路） |                     |
| 銅鑼鄉 | －         |               |              |                     |
| 銅鑼鄉 | 彭屋       | －            | （地區道路） |                     |
| 銅鑼鄉 | －         |               |              |                     |
| 銅鑼鄉 | 岐崎坑     | －            | （地區道路） |                     |
| 銅鑼鄉 | －         |               |              |                     |
| 銅鑼鄉 | 新鷄隆     | 25.946        | （地區道路） |                     |
| 銅鑼鄉 | －         |               |              |                     |
| 銅鑼鄉 | 石坑       | －            | 苗60線       | 苗60線起點          |
| 銅鑼鄉 | －         |               |              |                     |
| 銅鑼鄉 | 蔴稜坑     | －            | （地區道路） |                     |
| 銅鑼鄉 | －         |               |              |                     |
| 銅鑼鄉 | 斷龍坑     | －            | （地區道路） |                     |
| 銅鑼鄉 | 斷龍坑     | －            |              |                     |
| 銅鑼鄉 | 斷龍坑     | －            | （地區道路） |                     |
| 三義鄉 | 新         | －            | （地區道路） |                     |
| 三義鄉 | －         |               |              |                     |
| 三義鄉 | 重河       | 31.297        | 縣道130號    | 公路終點            |
| 共線   |            |               |              |                     |

甲線
全線均位於苗栗縣境內。
| 公館鄉        | 尖山                | 0.000 | 苗26線               | 公路起點           |
| 公館鄉        | 鶴子岡              | －    | 苗26-2線             | 與苗26-2線共線起點 |
| 公館鄉        | 尖山                | －    | 苗26-2線             | （同上）           |
| 公館鄉        | 尖山                | －    | 苗26-2線             | 與苗26-2線共線終點 |
| 公館鄉        | 尖山                | －    | 縣道128號 · 苗23-1線 | 縣道128號終點      |
| 公館鄉        | 竹圍                | －    | 縣道128號 · 苗23-1線 | （同上）           |
| 公館鄉        | 竹圍                | －    | （地區道路）         |                    |
| 公館鄉        | 竹圍                | －    | 苗24線               | 0                  |
| 公館鄉        | 公館市區            | －    | 苗24線               | 0                  |
| 公館鄉        | 公館市區            | －    | （地區道路）         |                    |
| 公館鄉        | 朴仔樹下            | －    | （地區道路）         |                    |
| 公館鄉        | 朴仔樹下            | －    | 台6線                | 0                  |
| 公館鄉        | 福基                | －    | 台6線                | 0                  |
| 公館鄉        | 福基                | －    | （地區道路）         |                    |
| 公館鄉        | 石圍墻              | －    | 苗25線               |                    |
| 銅鑼鄉        | 七十分              | －    | 苗27線               | 僅設南出北入       |
| 銅鑼鄉        | － 跨越苗27線       |       |                      |                    |
| 銅鑼鄉        | 縣道119甲線平交路口 | 8.800 | 台72線               |                    |
| 銅鑼鄉        | －                  |       |                      |                    |
| 銅鑼鄉        | 龍泉                | 9.279 | 縣道119號            | 公路終點           |
| 共線 半套匝道 |                     |       |                      |                    |

## 沿線路名
主線
- 中正路
- 新興路
- 光復路

## 沿線設施與景點
| 主線 - 後龍交流道（ 台61線） - 苗栗縣後龍鎮同光國民小學 - 同興老街 - 西湖五龍宮白色媽祖石雕聖像 · （高26.66公尺，目前為東南亞最高的石雕媽祖像） - 苗栗縣西湖鄉立圖書館 - 苗栗縣西湖鄉西湖國民小學 - 西湖老街 - 苗栗縣西湖鄉公所 - 苗栗縣立西湖國民中學 - 青錢第古宅 - 苗栗縣立文林國民中學 - 苗栗故事館 - 銅鑼車站（臺中線） - 銅鑼工業區 - 銅鑼鄉龍泉 - 桐花公園 - 苗栗縣銅鑼鄉興隆國民小學 - 苗栗縣銅鑼鄉新隆國民小學 | 甲線 - 縣道119甲線平交路口（ 台72線） |